# Villages kurdes dépeuplés par la Turquie

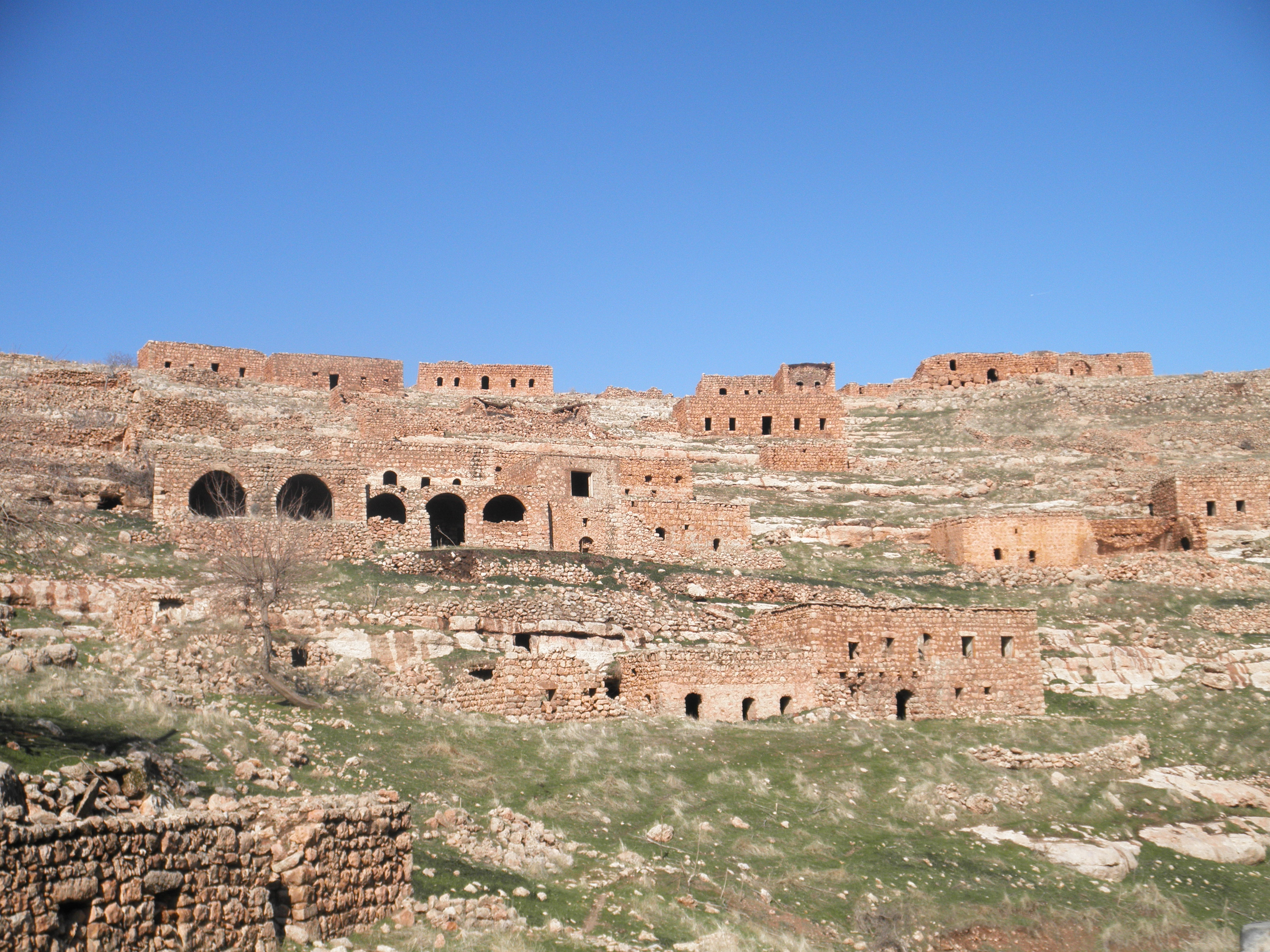
Un village kurde dépeuplé; Ulaş, dans le district de Dargeçit.

Le nombre de villages kurdes dépeuplés par la Turquie est estimé à environ 3000. Depuis le début du conflit kurde-turc en 1984, l'armée turque s'est lancée dans une campagne pour éradiquer la base de soutien du Parti des travailleurs du Kurdistan (PKK), un groupe d'opposition kurde militant, au Kurdistan turc. En conséquence, en 2000, quelque 30 000 personnes avaient été tuées et deux millions de réfugiés kurdes chassés de leurs foyers.

## Contexte
Une grande partie des campagnes du sud-est de la Turquie a été dépeuplée par le gouvernement turc, les civils kurdes se déplaçant vers des centres locaux défendables tels que Diyarbakır, Van et Şırnak, ainsi que vers les villes de l'ouest de la Turquie et même vers l'Europe occidentale. Human Rights Watch a documenté de nombreux cas où l'armée turque a évacué de force des villages, détruisant des maisons et du matériel pour empêcher le retour des habitants. Environ 3 000 villages kurdes de Turquie ont été pratiquement effacés de la carte, ce qui représente le déplacement de plus de 378 000 personnes.

## Villes et villages dépeuplés et démolis
Selon le Projet de droit humanitaire, 2 400 villages kurdes ont été détruits et 18 000 kurdes ont été exécutés par le gouvernement turc. D'autres estimations ont estimé le nombre de villages kurdes détruits à plus de 4000. Au total, jusqu'à 3 000 000 de personnes (principalement des kurdes) ont été déplacées.
Le Projet kurde des droits de l'homme divise le dépeuplement (évacuation) des villages en cinq phases.
- La phase initiale entre 1985-1989
- La phase de centralisation de 1990 à 1991
- La phase d'évacuation systématique des villages entre 1992-1993
- La phase de l'escalade de l'évacuation des villages en 1994
- Entre 1995 et 2001, autres villages ont été dépeuplés

On estime à 1 000 000 le nombre de déplacés internes en 2009.

## Compensation du gouvernement
L'Observatoire des déplacements internes a déclaré en 2009 que le gouvernement turc avait pris des mesures «notables» pour faire face à la situation de déplacement interne. Celles-ci comprennent la commande d'une enquête nationale sur le nombre et les conditions des PDI, l'élaboration d'une stratégie nationale pour les PDI; adopter une loi sur l'indemnisation et élaborer un plan d'action pilote complet dans la province de Van et 13 autres provinces du sud-est pour remédier aux situations de déplacement rural et urbain.

## Voir également
- Kurdes en Turquie
- Villages kurdes détruits lors de la campagne d'arabisation irakienne